# 宇藤純久
宇藤 純久（うとう よしひさ、1988年5月12日 -）は、日本のプロレスラー。愛知県知多郡阿久比町出身。リングネームはオルカ宇藤（オルカうとう）。元妻は女子プロレスラーの世羅りさ。

## 経歴
立命館大学の立命館プロレス同好会に七転 抜刀斎（しちてん ばっとうさい）のリングネームで所属し、学生プロレスサミットに出場するなど活躍。2012年からプロレスリング紫焔のリングにも上がり、こちらでもセミレギュラーとして活動する。
その後、大日本プロレスの入門テストに合格し2014年に正式入団。練習生を経て、本名で2015年2月からエキシビジョンマッチに出場するようになり、3月25日の新木場1stRING大会でのvs橋本和樹&大森達男戦（パートナーは河上隆一）で大日本デビュー。8月16日に後楽園で鈴木秀樹と対戦、その後大日本最侠タッグリーグ戦にデビュー直後ながら鈴木とのチームで出場。
2016年12月30日、後楽園ホール大会で関本大介から直接勝利し、関本の持つBJW認定世界ストロングヘビー級王座挑戦を表明。
2017年1月29日、名古屋大会にて関本の持つBJW認定世界ストロングヘビー級王座に初挑戦するも敗北。
2018年、8月12日から開幕する最侠タッグリーグにアブドーラ小林とのタッグでデスマッチブロックにエントリーしたことで、デスマッチへの参戦を開始。タッグリーグでは4勝2敗でブロック2位となり準決勝に進出する活躍を見せた。
2019年1月31日、アイスリボン所属の世羅りさと入籍。しかし2023年6月に離婚した。
5月30日、自らのTwitterにてリングネームを変更予定であり、公募によって決定するとツイート。8月20日にシャチにちなんで「オルカ宇藤」とすることを発表した。
2020年4月2日、4月1日をもって大日本プロレスを退団の意思を告げたことを自らのTwitterで発表。団体側は慰留という形にしていたが、4月20日付けをもって正式退団となった。
以降、フリーとして活動を開始。また平行して熱波師としても活動をしてる。

## 戴冠歴
大日本プロレス
- 第9、12、14、16、18、28代横浜ショッピングストリート6人タッグ王座（第9代パートナーは鈴木秀樹&野村卓矢→第12、14、16、18代パートナーは浜亮太&中之上靖文→第28代パートナーはアブドーラ小林&鈴木秀樹）

年越しプロレス
- 年忘れ!五団体シャッフル・タッグトーナメント 優勝（2016年）（パートナーは樋口和貞）

## エピソード
- インタビュアーの吉田豪とよく似た顔立ちをしており、本人もそのことを認めている[11]。しかし2018年10月25日後楽園ホール大会よりスキンヘッドになるなど髪型はよく変えている。

## 得意技
- リバースタイガードライバー
- ラリアット
- ギロチン・ドロップ
- 串刺しラリアット
- ジャンピング・ニー

## 軽トラプロレス
- 2022年6月に配信された「令和の虎」チャンネルにて274人目の志願者として宇藤が出演。駐車場などのスペースがあれば軽トラックの荷台でプロレスがどこでもできる「軽トラプロレス」準備資金として100万円の融資を志願、熱意のあるプレゼンから全額獲得となった[12]。
- 2022年9月、プロミネンス新木場1stRing大会の駐車場にて第１回を開催した[13]。カードはオルカ宇藤対スーパーハードコアマシン。